# District de Firozpur
Le district de Firozpur (ਫੇਰੋਜ਼ੇਪੁਰ ਜ਼ਿਲਾ) est un district  de l'état indien du Pendjab.

## Description
Au recensement de 2011, sa population compte 2 029 074 habitants pour une superficie de 5 305 km2.
Son chef-lieu est la ville de Faridabad.